# Forebyggende Krig
Forebyggende Krig – minialbum norweskiego zespołu black metalowego Darkthrone wydany 23 listopada 2006 roku przez wytwórnię płytową Peaceville Records, limitowany do 2000 sztuk, wydany na płycie winylowej i dostępny tylko za pośrednictwem strony internetowej wytwórni.

## Lista utworów
| Nr | Tytuł utworu                   | Długość |
| -- | ------------------------------ | ------- |
| 1. | „Forebyggende Krig”            | 3:41    |
| 2. | „Bad Attitude” (cover Testors) | 1:42    |
|    |                                | 5:23    |

## Twórcy
- Ted "Nocturno Culto" Skjellum - śpiew, gitara, gitara basowa
- Gylve "Fenriz" Nagell - perkusja, śpiew, gitara